# Barneveld, Wisconsin
Barneveld là một làng thuộc quận Iowa, tiểu bang Wisconsin, Hoa Kỳ. Năm 2006, dân số của làng này là 1088 người.